# Jacob Sørensen
Jacob Lungi Sørensen (ur. 3 marca 1998 w Esbjergu) – duński piłkarz występujący na pozycji obrońcy w angielskim klubie Norwich City. Wychowanek Esbjerg fB. Młodzieżowy reprezentant Danii.